# Rocca d'Evandro
Rocca d'Evandro is een gemeente in de Italiaanse provincie Caserta (regio Campanië) en telt 3608 inwoners (31-12-2004). De oppervlakte bedraagt 49,5 km², de bevolkingsdichtheid is 76 inwoners per km².
De volgende frazioni maken deel uit van de gemeente: Bivio Mortola, Centro Storico, Camino, Vallevona, Cocuruzzo, Casamarina, Campolongo, Mortola.

## Demografie
Rocca d'Evandro telt ongeveer 1422 huishoudens. Het aantal inwoners steeg in de periode 1991-2001 met 0,6% volgens cijfers uit de tienjaarlijkse volkstellingen van ISTAT.
| Jaar | Inwoneraantal |
| ---- | ------------- |
| 1991 | 3699          |
| 2001 | 3719          |

## Geografie
Rocca d'Evandro grenst aan de volgende gemeenten: Cassino (FR), Castelforte (LT), Galluccio, Mignano Monte Lungo, San Vittore del Lazio (FR), Sant'Ambrogio sul Garigliano (FR), Sant'Andrea del Garigliano (FR), Sant'Apollinare (FR), Sessa Aurunca.